# Lijst van voetbalinterlands Curaçao - El Salvador
Deze lijst van voetbalinterlands geeft een overzicht van alle officiële voetbalwedstrijden tussen de nationale teams van Curaçao en El Salvador. De landen hebben tot op heden acht keer tegen elkaar gespeeld. De eerste ontmoeting, een kwalificatiewedstrijd voor het Wereldkampioenschap voetbal 2018, werd gespeeld in Willemstad op 4 september 2015. Het laatste duel, een groepswedstrijd tijdens de CONCACAF Gold Cup 2025, vond plaats op 17 juni 2025 in San Jose (Verenigde Staten).

## Wedstrijden
| № | Plaats       | Datum            | Competitie             | Wedstrijd             | Uitslag |
| - | ------------ | ---------------- | ---------------------- | --------------------- | ------- |
| 1 | Willemstad   | 4 september 2015 | WK 2018 kwalificatie   | Curaçao − El Salvador | 0 − 1   |
| 2 | San Salvador | 8 september 2015 | WK 2018 kwalificatie   | El Salvador − Curaçao | 1 − 0   |
| 3 | Willemstad   | 22 maart 2017    | Vriendschappelijk      | Curaçao − El Salvador | 1 − 1   |
| 4 | Denver       | 14 juli 2017     | CONCACAF Gold Cup 2017 | El Salvador − Curaçao | 2 − 0   |
| 5 | Kingston     | 17 juni 2019     | CONCACAF Gold Cup 2019 | Curaçao − El Salvador | 0 − 1   |
| 6 | Willemstad   | 16 november 2023 | Vriendschappelijk      | Curaçao − El Salvador | 1 − 1   |
| 7 | Willemstad   | 20 november 2023 | Vriendschappelijk      | Curaçao − El Salvador | 1 − 1   |
| 8 | San Jose     | 17 juni 2025     | CONCACAF Gold Cup 2025 | Curaçao − El Salvador | 0 − 0   |

## Samenvatting
| Competitie        | Totaal gespeeld | Winst Curaçao | Gelijk | Winst El Salvador | Doelsaldo Curaçao – El Salvador |
| ----------------- | --------------- | ------------- | ------ | ----------------- | ------------------------------- |
| WK-kwalificatie   | 2               | 0             | 0      | 2                 | 0 − 2                           |
| CONCACAF Gold Cup | 3               | 0             | 1      | 2                 | 0 − 3                           |
| Vriendschappelijk | 3               | 0             | 3      | 0                 | 3 − 3                           |
| Totaal            | 8               | 0             | 4      | 4                 | 3 − 8                           |

Wedstrijden bepaald door strafschoppen worden, in lijn met de FIFA, als een gelijkspel gerekend.